# روكس
ROX هو الدراما خارقة للأطفال الفلمنكي، وإنتاج استوديو 100. يدور العرض حول ثلاثة أبطال شباب مع موهبة استثنائية وسيارة استثنائية، ROX. وROX اختصار لتقف على ركوب على الأكسجين ولكن أيضا عن أسماء الأبطال الثلاثة (ريك، أوليفيا وكزافييه). في 9 ديسمبر 2015 سوف يقدم ROX لأول مرة السينما في فيلم كروس "ميجا ميندي مقابل ROX"

## قصة
ثلاثة أبطال يتمتعون بمواهب استثنائية، ليس هذا فقط، فهم أيضا يقودون سيارة استثنائية... يحلون قضايا الجرائم على شاشات الرادار أو يمنعونها ويعملون على شكل فريق.

## الممثلون
- ريك: جيلي فلوريزون (2011 -حتى الآن)
- أوليفيا: جانا جيورتس (2011- حتى الآن)
- كزافييه: جيريمي فاندورنه [3] (2011- حتى الآن)
- ROX: كريس فان دن دوربل [4] (صوت) (2011 -حتى الآن)
- العقيد: فرانس ماس [5] (2011- حتى الآن)
- Jozefien: ماجدة كنودة [6] (2012 -حتى الآن)

## النسخة العربية
عرضت النسخة العربية على قناة تلفزيون ج بسبتمبر عام 2015 حيث دبلج المسلسل باستوديو اوديو فيجين اللبناني والأصوات هي
| المؤدي العربي | الشخصية   |
| ------------- | --------- |
| فؤاد شمس      | روكس      |
| عمر الداعوف   | كزافييه   |
| ريتا سكاف     | اوليفيا   |
| عبدو حكيم     | ريك       |
| بلال بشتاوي   | الكونونيل |

والاغنية ادتها ديانا إبراهيم